# باغ جادوگر خوب
باغ جادوگر خوب (به انگلیسی: The Good Witch's Garden) یک فیلم تلویزیونی محصول سال ۲۰۰۹ شبکه هالمارک است که در ادامه فیلم جادوگر خوب است.

## بازیگران و شخصیت‌ها
- کاترین بل در نقش کاساندرا نایتیگل
- کریس پاتر در نقش رئیس پلیس جیک راسل
- راب استوارت در نقش نیک چاسن، مردی مرموز
- هانا اندیکات-داگلاس در نقش لری راسل
- متیو نایت در نقش براندون راسل
- پیتر مک نیل در نقش جورج اوهانراشان، پدر همسر فقید جیک
- کاترین دیشر در نقش مشاور مارتا تینسدیل

## عنوان کار
در ابتدا این فیلم قرار بود با عنوان جادوگر خوب ۲: جادو هرگز محو نمی‌شود، منتشر شود.

## بازخورد
این کشور با داشتن بیش از ۲٫۳ میلیون خانه، بیش از ۳٫۱ میلیون بیننده در کل و ۴٫۲ میلیون بیننده بدون مجوز، دارای امتیاز ۲٫۷ خانوار شد.
این فیلم باعث افزایش رتبه کانال هالمارک به رتبه ۳ در نخستین زمان برای روز و شماره ۵ برای هفته شد.